# のびのびパスポート
のびのびパスポートは兵庫県と大阪府、和歌山県、徳島県の対象配布地域に在籍している小学生・中学生が持ち込み・提示すると施設の観覧料が無料になるパスポートである。

## 対象配布地域
兵庫県
- 神戸市全区
- 明石市
- 三木市
- 三田市
- 芦屋市
- 西宮市
- 宝塚市
- 淡路市
- 洲本市
- 南あわじ市
- 加古郡稲美町
- 丹波篠山市

大阪府
- 堺市全区
- 岸和田市
- 泉佐野市
- 泉南郡田尻町
- 泉北郡忠岡町

和歌山県
- 海南市
- 紀の川市

徳島県
- 徳島市
- 鳴門市

## 加盟施設
- 兵庫県と徳島県、大阪府、和歌山県の全82か所加盟施設一覧（2017年度）

2016年8月23日の「神戸隣接市・町長懇話会」で、大阪府の泉州地域と和歌山県の41か所の施設でも利用可能にする方向で合意。今後、2017年度の導入を目指し対象となる17市町と交渉していくと発表された。

### 兵庫県
神戸市
- 西区
  - 神戸ワイナリー
  - 埋蔵文化財センター
  - こうべ環境未来館
- 垂水区
  - 橋の科学館
  - 舞子海上プロムナード
  - 孫文記念館
  - マリンピア神戸さかなの学校
- 須磨区
  - 須磨離宮公園
  - 須磨海浜水族園
- 兵庫区
  - 水の科学博物館
  - ノエビアスタジアム神戸ギャラリー
- 中央区
  - 賀川記念館
  - 神戸海洋博物館・カワサキワールド
  - 神戸市立博物館
  - KOBEとんぼ玉ミュージアム
  - 青少年科学館
  - UCCコーヒー博物館
  - 相楽園
  - 竹中大工道具館
  - 神戸北野美術館
  - 神戸布引ハーブ園
- 北区
  - 神戸市立森林植物園
  - フルーツ・フラワーパーク
  - 太閤の湯殿館
- 灘区
  - 六甲山牧場
  - 王子動物園
  - 神戸文学館
  - 灘浜サイエンススクエア
- 東灘区
  - 神戸市立小磯記念美術館
  - 神戸ファッション美術館
  - 神戸ゆかりの美術館

芦屋市
- 芦屋市立美術博物館
- 芦屋市谷崎潤一郎記念館
- 富田砕花旧居
- 虚子記念文学館
- ヨドコウ迎賓館
- 俵美術館

西宮市
- 西宮市大谷記念美術館
- 西宮市貝類館

宝塚市
- 宝塚市立手塚治虫記念館
- 宝塚市立小浜宿資料館
- 宝塚市立歴史民俗資料館（旧和田家住宅・旧東家住宅）
- 宝塚市立宝塚文化創造館（すみれミュージアム）

三田市
- 三田市有馬富士自然学習センター
- 三田市旧九鬼家住宅資料館
- 三田市三輪明神窯史跡園
- 三田ふるさと学習館

三木市
- 三木市立堀光美術館
- 三木市立金物資料館

明石市
- 明石市立天文科学館
- 明石市立文化博物館

洲本市
- 洲本市立淡路文化史料館
- 高田屋嘉兵衛翁記念館

南あわじ市
- 南あわじ市滝川記念美術館玉青館

淡路市
- 淡路市北淡歴史民俗資料館
- 淡路市立中浜稔猫美術館

丹波篠山市
- 丹波篠山市立青山歴史村
- 篠山城大書院
- 丹波伝統工芸公園立坑陶の郷
- 篠山市立武家屋敷安間家史料館
- 丹波篠山市立歴史美術館

### 徳島県
鳴門市
- 鳴門市ドイツ館
- 鳴門市賀川豊彦記念館

徳島市
- 徳島市立徳島城博物館
- 徳島市立考古資料館
- 徳島市天狗久資料館
- とくしま動物園
- とくしま植物園（都市緑化植物園）
- 阿波おどり会館

### 大阪府
堺市
- 堺市博物館
- 堺市立みはら歴史博物館
- 堺市立町家歴史館 山口家住宅
- 堺市立町家歴史館 清学院
- 堺アルフォンス・ミュシャ館
- さかい利晶の杜

岸和田市
- 岸和田だんじり会館
- 岸和田城
- きしわだ自然資料館

### 和歌山県
紀の川市
- 青洲の里 春林軒